# フジエアー
フジエアー（Fujiaire (M) SDN. BHD. ）は、1994年に設立されたエアコンなどを製造しているマレーシアの企業で、中国広東省恵州のTCLグループの一員。
日本ではDVDプレーヤーの誤植で有名になった。詳しい内容は下に記すが、そのDVDプレーヤーから生まれた用語の一部はインターネットスラングとして使用されている。

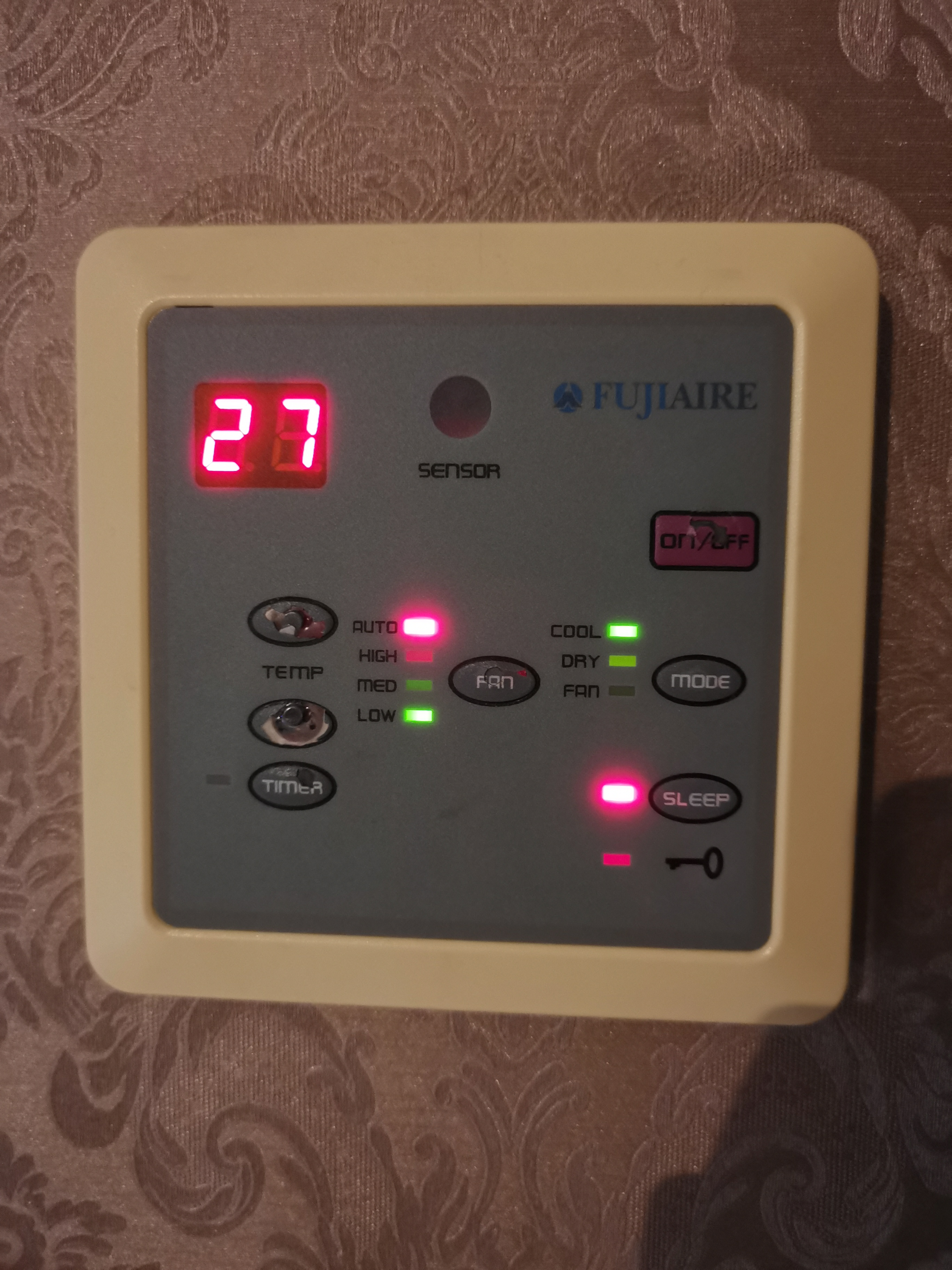

ロゴは富士山と日の丸を想起させるデザインであるが、実際には富士山とも富士重工業のような富士○○などの日本企業とも関連はない。ただし、日本で商品に英語風の名をつけることが広く行なわれるのと同様に、欧州やアジア諸国では電気製品に日本風の商品名を付けることが広く行われており、消費者も、名前が日本風だから日本製（あるいは日本資本）だなどと即断はしないため、必ずしも詐称の類とは言えない。

## DVDプレーヤー
フジエアーが2002年に発売したDVDプレーヤーは、映像に関してはプログレッシブ出力、VGA端子（D-Sub15ピン）によるアナログRGB出力、コンポーネント映像信号出力、コンポジット映像信号出力、S端子を、音声に関してはドルビーデジタルデコーダおよびDTSデコーダによる5.1ch出力、光デジタル/同軸デジタル音声出力、アナログ2ch音声出力も装備している。また、リージョンチェックもなく、全世界のDVDを再生することができるほか、NTSCのみでなくPAL規格のDVDの再生も可能である。このような高機能を持ちつつ、当時としては低価格であった。
しかしこれらの高機能に反して日本語表示に著しい誤植を含んでおり、これがインターネット、チェーンメールなどで広がり、発売当時話題となった。英語表示はいわゆるEngrishの類とはいえ意味する内容は比較的簡単に理解可能であり、利用そのものに大きな支障はなかったようである。（その後、誤字が修正されたファームウェアが提供された。ただし、ネタとしてわざと誤字を修正していないファームウェアも提供された。）
日本語の誤植をいくつか例示すると、
- ダィスク（ディスク）[2]
- オーポン（オープン）[2]
- クローに（クローズ）
- チャポター（チャプター）
- 再生ジタン押しく続り（再生ボタン押して続き）[2]
- スロー送と（スロー送り）
- ストツポ（ストップ）
- お待ちンス（お待ちください）
- 藏年（読み込み中）
- ズーに（一時停止）
- にーム（ズーム）
- リポート（リピート）
- 残と時間（残り時間）
- 缺生時間（再生時間）

などがある。

### 公式リンク
- Fujiaire公式サイト（英語）
- フジエアー (fujiaire) - Facebook

### DVDプレイヤー関連
- Win3023DHレビュー（インプレス）
- ファームウェア新旧対応表（インプレス）
- ナショナルHi-Fiマックロードのページ「NExtWave Win3023DH(2002)」